# Харнай (округ)
Харнай (урду ضلع ہرنائی‎, англ. Harnai District, пушту هرناۍ ولسوالۍ‎) — один из 30 округов пакистанской провинции Белуджистан.
Административный центр — город Харнай.

## География
Площадь округа — 3 075 км². На севере граничит с округом Зиарат, на северо-западе — с округом Кветта, на западе — с округом Мусахель, на юге — с округом Сиби, на востоке — с округом Лоралай.

## История
До августа 2007 года округ Харнай являлся техсилом в составе округа Сиби.

## Административно-территориальное деление
Округ делится на два техсила:
- Харнай
- Шахриг

## Население
По данным переписи 1998 года, население округа составляло 76 652 человека, из которых мужчины составляли 54 %, женщины — соответственно 46 %. Уровень грамотности населения (от 10 лет и старше) составлял 40 % среди мужчин и 15,3 % среди женщин. Уровень урбанизации — 15 %. Средняя плотность населения — 24,93 чел./км².